# くじら座49番星
くじら座49番星 (49 Ceti, 49 Cet) は、太陽系からくじら座の方向に約186光年離れたところにある6等星。そのデブリ円盤が研究対象となっている。

## 概要
スペクトル型A1の主系列星で、表面温度は約8,790 K、太陽の約2倍の質量を持ち、約19倍の光度で輝いている。年齢は約4000万歳と見られている。

## デブリ円盤
1986年、大阪教育大学の定金晃三らは、赤外線天文衛星IRASの観測データから、くじら座49番星を含むベガと似た12の恒星の周囲に、粒子状の物質で構成された星周円盤が存在しているとする説を発表した。以降、くじら座49番星のデブリ円盤は天文学者の研究対象となった。
デブリ円盤は惑星系形成の最終段階に当たり、惑星形成時に微惑星同士の衝突で生じた塵や、惑星形成後に惑星によって軌道を乱された小天体同士の高速衝突、あるいは彗星の蒸発などによって生成された塵が円盤状に中心天体の周囲を漂っていると考えられている。デブリ円盤にはガス成分は含まれないと考えられていたが、21世紀に入ってから続々とガス成分が観測されるようになった。ガス成分の起源については、惑星系のもとになったガス成分が残存しているとする「残存説」と、塵からガス成分が新たに供給されているとする「供給説」の2つの説が提唱されていた。
2017年、樋口あや（理化学研究所・当時）らの研究グループは、チリのアタカマ砂漠にある国立天文台の電波望遠鏡「ASTE望遠鏡」を用いてがか座β星とくじら座49番星のデブリ円盤を観測し、デブリ円盤中に炭素原子ガスの輝線を発見した。この炭素原子ガスの運動が一酸化炭素分子ガスの運動とよく似ていることから、炭素原子ガスと一酸化炭素分子ガスがデブリ円盤内に共存していることがわかった。また、炭素原子ガスの量が一酸化炭素分子ガスの量の数十倍にも及ぶことが判明したことで、デブリ円盤内の水素分子ガスの量は少ないものと見積もられ、「供給説」を支持する結果となった。
樋口あやらの研究グループは、2019年にアルマ望遠鏡を用いた観測結果を発表した。この観測で、炭素原子が一酸化炭素分子より広い範囲に分布していることがわかったほか、炭素の希少同位体13Cの輝線が発見された。13Cは12Cの1％程度しか存在しないため、12Cの電波強度は13Cの100倍以上になるはずだが、くじら座49番星のデブリ円盤から検出された12Cの電波強度は13Cの12倍程度しかなかった。このことから、デブリ円盤内にはこれまでの想定されていたより10倍以上の12Cが存在し、豊富な12Cが放つ電波の一部を12C自身が吸収しているとされた。この研究結果は、これまでの「残存説」、「供給説」のいずれでも説明できず、惑星形成過程全般に再考を迫る結果となった。

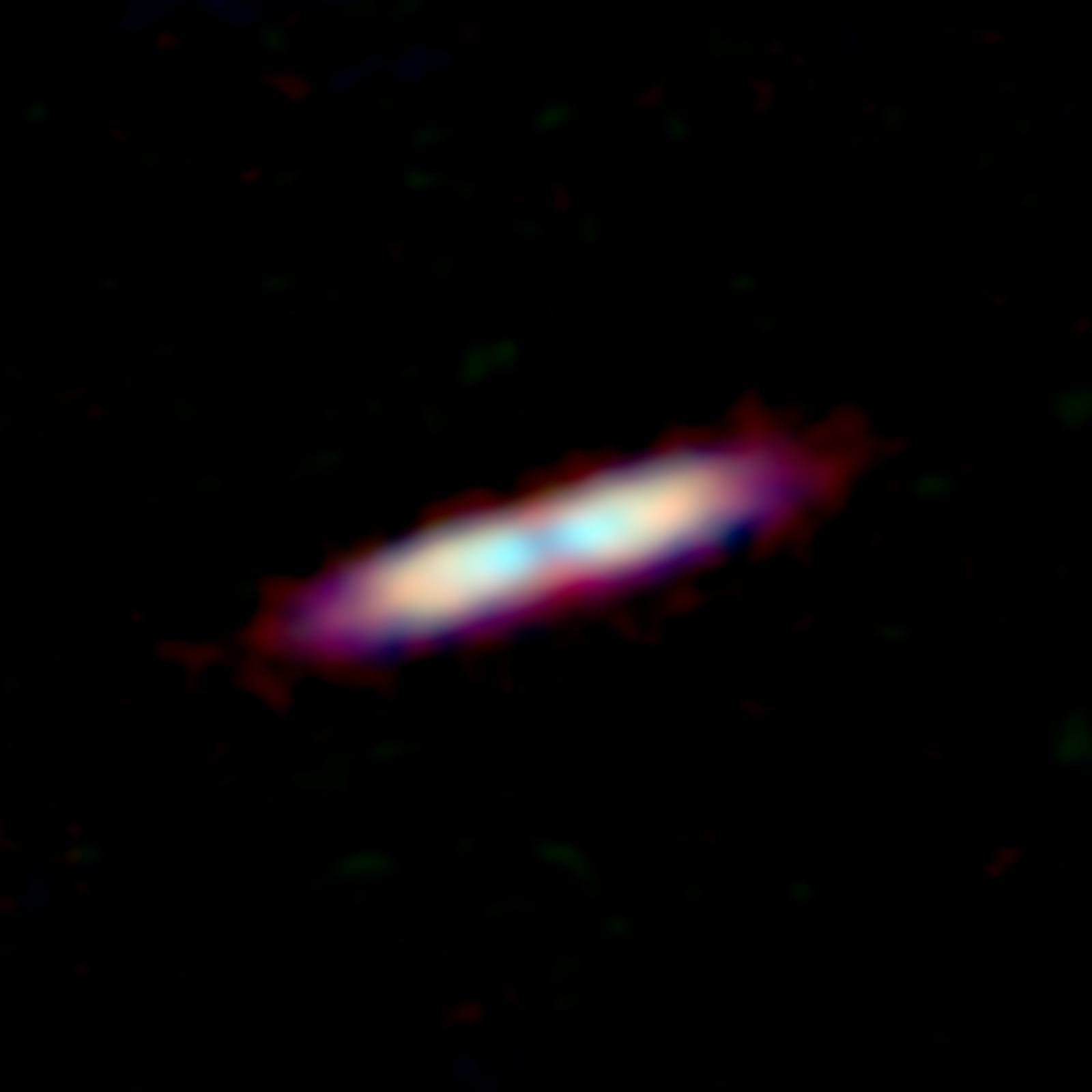
くじら座49番星のデブリ円盤
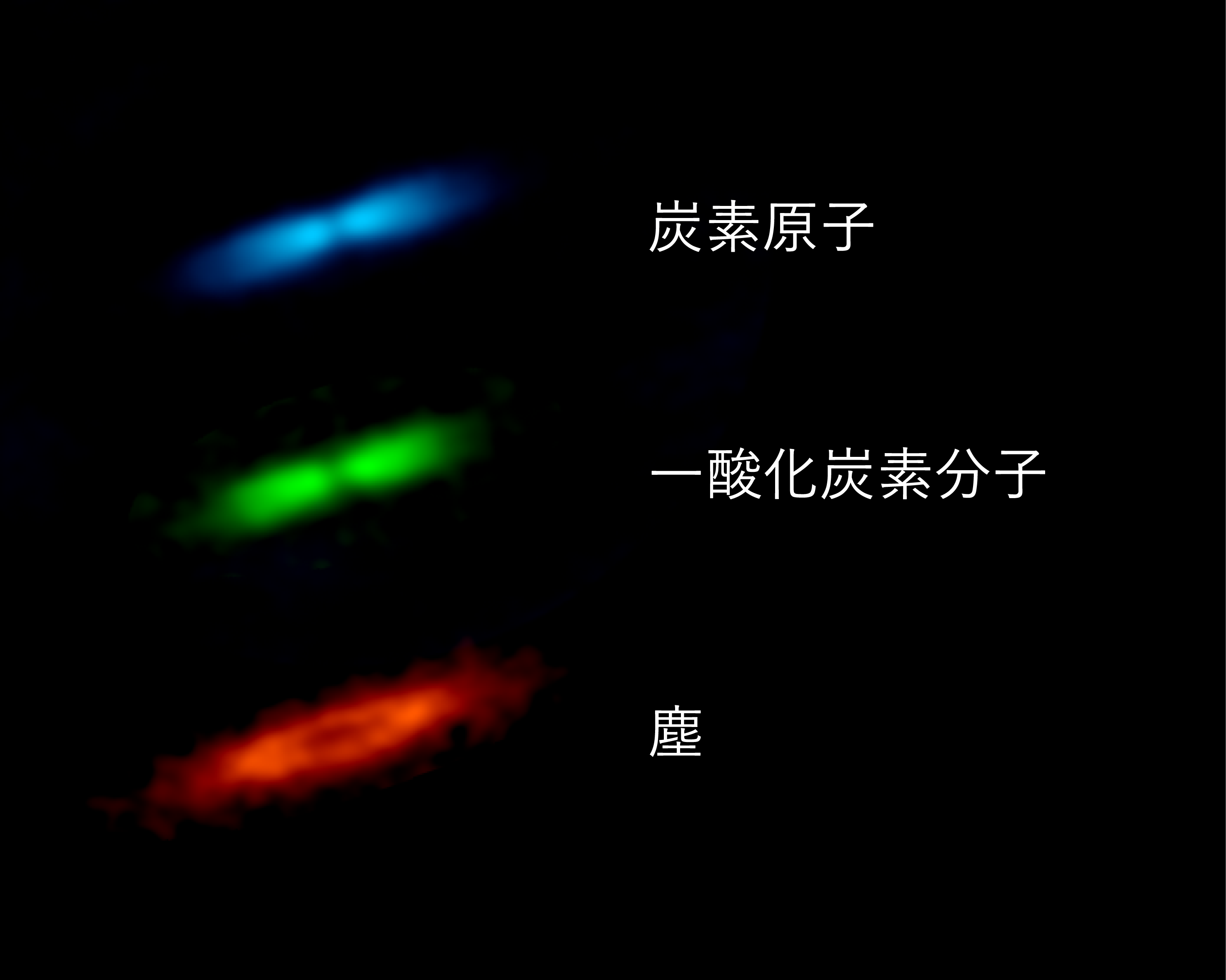
くじら座49番星のデブリ円盤（塵と分子を色分け）